# 劉光祖 (清朝)
劉光祖（1841年—1921年），字遠峰，甘肅省秦州直隸州人，清朝政治人物、同進士出身。

## 生平
光緒十三年（1887年），應陝甘總督譚鍾麟禮聘，任求古書院山長。光緒十二年（1886年），参加光緒丙戌科殿試，登進士三甲45名。同年五月，著主事分部学习。民國十年（1921年）正月二十七日去世，終年八十一歲。